# Fujifabric
Fujifabric (フジファブリック) é uma banda de rock japonesa formada em 2000. Seu gênero musical pode ser classificado como rock alternativo ou power pop, nos primeiros álbuns, e algo mais pop rock ou eletrônico nos últimos.[carece de fontes?] Eles fizeram músicas temas para animes ou filmes.

## Origem do nome
Antes da banda fazer a sua estreia formal, eles já eram conhecidos como Fuji Fabric (富士ファブリック), nome dado em homenagem ao pai do baterista Takayuki Watanabe e sua companhia de têxtil. Após eles se mudarem pra Tóquio e reformar a banda, a pronúncia foi mudada para Fujifabric (フジファブリック).

## Carreira
Em 2009 participaram do álbum de tributo a banda The Yellow Monkey, This Is for You ~ The Yellow Monkey Tribute Album.

## Discografia

### Álbuns
- Fujifabric (2004)
- Fab Fox (2005)
- Teenager (2008)
- Chronicle (2009)
- Music (2010)

### Mini-álbums
- A la Carte (2002)
- A la Mode (2003)
- A la Molto (2004, Pré-estreia)

### Singles
- "Sakura no Kisetsu" (2004)
- "Kagerou" (2004)
- "Akakiiro no Kinmokusei" (2004)
- "Ginga" (2005)
- "Niji" (2005)
- "Akaneiro no Yūhi" (2005)
- "Yaon Live vol.1" (2006, single digital)
- "Yaon Live vol.2" (2006, single digital)
- "Aoi Tori" (2007)
- "Surfer King" (2007)
- "Passion Fruit" (2007)
- "Wakamono no Subete" (2007)
- "Sugar!!" (2009)

### Compilações
- Singles 2004-2009 (2010)